# Matar a un elefante
Matar a un elefante (Shooting an Elephant) es un ensayo escrito por George Orwell, publicado por primera vez en la revista literaria New Writing a finales del año 1936 y retransmitido por la emisora de radio BBC Home Service el 12 de octubre de 1948. 
La historia comienza cuando el narrador, un británico que trabaja como policía en Birmania, recibe una llamada para abatir a un elefante agresivo. Muy a su pesar, decide cumplir con su cometido, aunque la lenta y dolorosa muerte del elefante solo aumenta su angustia. Según Orwell, «cuando el hombre blanco se convierte en tirano lo que destruye es su propia libertad», por lo que la historia se podría interpretar como una metáfora del imperialismo británico.
A pesar de que el autor pasó gran parte de su vida en Birmania desempeñando un cargo similar al del narrador, no está claro hasta qué punto su relato es autobiográfico. Tras su muerte en 1950, el ensayo se volvió a publicar en numerosas ocasiones, formando parte de obras como Matar a un Elefante y otros escritos (Shooting an Elephant and Other Essays, 1950), Dentro de la ballena y otras obras (Inside the Whale and Other Essays, 1957) u Obras Selectas (Selected Writings, 1958).

## Argumento
El narrador protagonista es un oficial de policía en Moulmein durante un periodo de intenso sentimiento antieuropeo. A pesar de simpatizar con los birmanos, su cargo como autoridad oficial lo convierte en un símbolo de la opresión británica, por lo que se encuentra sometido a constantes acosos y burlas por parte de los habitantes del lugar.
Tras recibir una llamada en la que se le informa sobre el ataque de un elefante, el narrador, armado con un rifle Winchester del 44 y montado en un poni, se dirige a donde había sido visto el animal. Al entrar en una de las zonas más pobres, empieza a escuchar versiones contradictorias y se plantea abandonar el lugar, pensando que podría tratarse de una broma. En ese momento, el protagonista ve a una mujer ahuyentando a unos niños que contemplan el cuerpo de un hindú que había sido pisoteado; entonces, ordena que le traigan un rifle de caza y, seguido por una gran multitud, se dirige hacia un arrozal donde se había detenido el elefante. 
Aunque no desea matarlo ahora que parece estar tranquilo, se siente presionado por la muchedumbre. Tras indagar sobre el comportamiento del animal en un intento de retrasar el momento, le dispara repetidas veces hiriéndolo pero sin lograr matarlo. Acto seguido, se aleja del elefante incapaz de seguir viéndolo sufrir y, más tarde, descubre que había sido despellejado hasta los huesos en cuestión de horas. Mientras que sus compañeros más veteranos coinciden en que matarlo fue la mejor decisión, los jóvenes opinan que la vida del animal era más valiosa que la del hindú muerto; es entonces cuando se pregunta si alguna vez entenderán que sólo lo hizo para evitar «quedar como un idiota».

## Contexto
Gran Bretaña tardó 62 años (1823-1886) en conquistar Birmania (actual Myanmar), período en el cual tuvieron lugar tres guerras anglo-birmanas. Posteriormente la incorporaron al Imperio Indio y fue administrada como provincia de la India hasta 1937, momento en el que se convirtió en una colonia autónoma hasta alcanzar su independencia el 4 de enero de 1948. Orwell, nacido en el seno de una familia de clase media en la India y criado en Gran Bretaña, con gran interés por la vida de la clase obrera, ocupó el puesto de comisario adjunto en la Policía Imperial India, entre 1922 y 1927.
«Moulmein solía estar lleno de elefantes... que las compañías madereras empleaban para arrastrar troncos. Los elefantes corrientes domesticados han sido parte de la vida en Birmania durante siglos...el raro y venerado elefante blanco es, según una leyenda budista, símbolo de pureza y poder». Cuando se trasladó a Moulmein, en 1926, Orwell «tenía probablemente sentimientos contradictorios con respecto al estado colonial del que formaba parte. La idea romántica del dominio británico de la India que se había formado a través de la lectura de Kipling se había ido desgastando por el contacto diario con la realidad de un trabajo en el que... era testigo permanente de la "labor sucia del Imperio vista de cerca"».: 223  En sus escritos cuenta cómo se sentía atrapado entre su propio resentimiento hacia el Imperio y el resentimiento de los birmanos hacia él. Como representante del poder, no le queda más remedio que hacer lo que los “nativos” esperan de él: «Se pone una máscara y su cara acaba por acomodarse a ella».: 224 

## Temas

### Imperialismo
Para Orwell, el imperialismo destruye tanto al conquistador como al conquistado, y manifiesta con claridad su descontento con la Gran Bretaña colonial: «Me he hecho a la idea de que el imperialismo es algo perverso… Apoyaba ciegamente al pueblo birmano y estaba en contra de sus opresores, los británicos». El narrador se da cuenta de que el conquistador no tiene el control, sino que es más bien la voluntad del pueblo lo que guía sus acciones. Como líder, comprende que es su deber parecer decidido, de modo que sus palabras resulten incuestionables. 

Percibí en ese momento que cuando el hombre blanco se convierte en tirano lo que destruye es su propia libertad. Se convierte en una especie de marioneta falsa y vacía, como la figura estereotipada de un sahib. Es condición indispensable de su mandato pasar su vida tratando de impresionar a los nativos, y por eso en cada crisis tiene que hacer lo que ellos esperan de él. Se oculta tras una máscara fingiendo ser alguien que en realidad no es. Tenía que matar al elefante tal y como me había comprometido a hacer cuando pedí que me trajesen el rifle. Un sahib tiene que actuar como tal: debe parecer decidido, conocerse a sí mismo y tomar decisiones. Haber recorrido todo ese camino, rifle en mano, con dos mil personas marchando detrás de mí, y después alejarme sin más, sin haber hecho nada… no, eso no era posible. La multitud se reiría de mí, y toda mi vida, como la vida de todo hombre blanco en Oriente, era una larga lucha para evitarlo.

Pese a que matar al elefante no es lo que el narrador quiere hacer, y aunque posee un arma que va mucho más allá de las capacidades tecnológicas de los nativos, comprende que debe matarlo debido a las expectativas que había generado: «no era más que un absurdo títere manipulado una y otra vez por la voluntad de aquellos rostros amarillos que tenía detrás». Tras darle muchas vueltas, el narrador es consciente de que estar obligado a imponer estrictas leyes y a matar al elefante (manifiesta sus sentimientos en contra, pero cede tras comprender que «tenía que matar al elefante»), ilustra un problema inherente a la hegemonía: «cuando el hombre blanco se convierte en tirano lo que destruye es su propia libertad». Al imponer las leyes británicas, está renunciando a su libertad al mismo tiempo que oprime a los birmanos.

### Conquistador y conquistado
El papel del narrador a lo largo del ensayo es poco relevante. Cuenta como, a pesar de pertenecer a la clase dominante, se siente ignorado u odiado por la mayoría del pueblo birmano. En la primera frase comenta: «mucha gente me despreciaba, la única vez en mi vida en la que he sido lo suficientemente importante como para que esto me pasase.» En aquel momento, los lugareños lo encontraban digno de ser visto solo por el deseo de que matara al animal. Describe como, al ser policía, era a menudo objeto de burla de los vecinos, igual que cualquier europeo al que consideraran un blanco fácil.
En contraste con su descripción de los nativos como “pequeñas bestias”, el narrador califica al elefante como una “gran bestia”, insinuando que le tiene mayor aprecio que a ellos. Sin embargo, esto es en cierto modo paradójico, ya que el propio trabajo del narrador es degradante y le obliga a ver “de cerca la sucia labor del Imperio”. Éste afirma que los “sacerdotes budistas”, sinónimo de paz y buena voluntad, son los “peores de todos” y declara que “con gusto atravesaría con una bayoneta las entrañas de uno de ellos”. A pesar de su aparente desagrado, traiciona sus raíces al asegurar que está “totalmente a favor del pueblo birmano y en contra de sus opresores”.
Tras matar al elefante, el narrador reflexiona sobre el alivio que sintió al saber que el animal había matado al “culí”, ya que esto le proporcionaba un absoluto respaldo legal. Termina el ensayo preguntándose si los nativos entenderán los motivos por los cuales mató al elefante, que no eran otros que la intención de preservar su orgullo.

### Conciencia
La conciencia del narrador lo atormenta enormemente al verse atrapado entre el «odio del imperio al que servía» y su «ira hacia las bestias malignas que trataban de hacer [su] trabajo imposible». Afirma que «apoyaba ciegamente al pueblo birmano y estaba completamente en contra de sus opresores, los británicos» y continúa diciendo que «sentimientos como estos son consecuencia del imperialismo. Pregunte a cualquier oficial anglo-indio, si es que lo encuentra fuera de servicio». Esta situación crea en los imperialistas un sentimiento de empatía hacia los nativos, pero debido a que éstos tratan mal a sus conquistadores, ese sentimiento va desapareciendo y vuelven a oprimirlos.

## Adaptación cinematográfica
En 2015, Matar a un elefante fue adaptada al cine para un corto dirigido por Juan Pablo Rothie y con el guion del nominado al Oscar Alec Sokolow. La película se rodó por completo en Nepal y fue protagonizada por Barry Sloane en el papel de Eric Blair.

## ¿Realidad o ficción?
Se debate hasta qué punto esta historia es ficción. En la biografía sobre Orwell, George Orwell: A Life, Bernard Crick pone en duda que el mismísimo Orwell disparase al elefante. No se han encontrado testimonios independientes sobre los actos de Orwell y no hay informe oficial del incidente, lo que es poco usual teniendo en cuenta la destrucción de un bien valioso.
El editor de las Obras completas (Complete Works) de Orwell, Peter Davison, incluye una entrevista con George Stuart, un contemporáneo del escritor en Birmania, que dijo que Orwell había sido trasladado a Katha como castigo por haber matado a un elefante. «Un elefante se consideraba un recurso valioso para cualquier empresa maderera… y Orwell habría sido severamente amonestado por tal innecesario sacrificio. Poco después del suceso fue trasladado desde Moulmein hasta un lugar tranquilo en la Alta Birmania llamado Katha».: 224–225  Davison incorpora en las obras completas un artículo del 22 de marzo de 1926 de The Rangoon Gazette en el que describe como el mayor E.C Kenny disparó a un elefante en circunstancias similares. Cuando un biógrafo le preguntó a su esposa, Sonia Brownell, sobre el evento, ella respondió: «Por supuesto que disparó a un puto elefante. Aseguró haberlo hecho. ¿Por qué siempre dudáis de su palabra?»: 225 